# Basil Spalding de Garmendia
Basil Spalding de Garmendia (Baltimore, 28 de fevereiro de 1860 - St. Raphaël, 9 de novembro de 1932) foi um tenista estadunidense. Medalhista olímpico de pratas em duplas com Max Decugis.